# 열기구

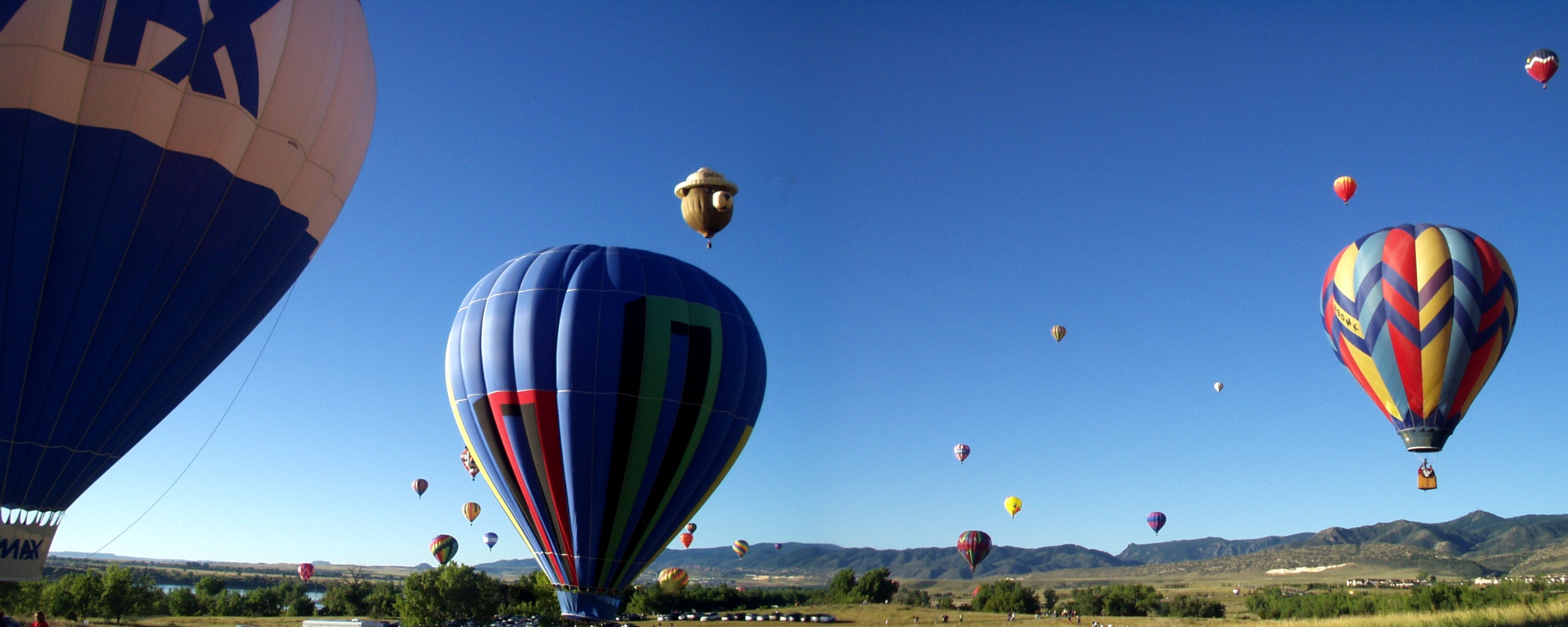
열기구

열기구(熱氣球, 영어: Hot air balloon, 프랑스어: montgolfière)는 대기보다 가벼운 공기로 채워진 커다란 기낭과 사람이 탈 수 있는 바구니 , 캡슐 또는 곤돌라로 구성된 기구의 일종이다. 주로 개방식 화염으로부터 생기는 열로 움직이면서 승객들을 실어나르는 기구를 말한다. 작동 원리는 풍선 속의 공기가 버너 따위의 가열 장치로 데워져서 양력을 만들어내는 것으로, 이는 이상기체 법칙에 따라 풍선 내부의 공기가 외부의 찬 공기보다 밀도가 낮아지기 때문이다. 열기구는 높은 고도로 날 수 있지만 대기권을 돌파할 수는 없다. 보통 바람에 기체를 맡겨 추진력을 얻으며, 프로펠러 등의 추진 장치를 따로 달고 비행하는 열기구는 열비행선이라고 일컫는다.
대부분의 비행선이나 기구들과는 달리 열기구는 아랫쪽 부근의 공기가 대기와 기압이 거의 같아서 밑면이 반드시 밀봉되어 있을 필요는 없으나 갑작스런 일기(날씨) 변화에는 매우 취약하다. 현대 열기구의 기낭 부분은 나일론으로 만들며, 버너 불길에 닿는 안감에는 노멕스 등의 내열성 섬유 직물을 사용한다. 열기구의 모양은 제조 방법에 따라 다양하게 만들어질 수 있으나, 가장 상업적 및 비상업적 목적으로 사용량이 많은 것은 기존에 사용하던 위쪽이 불룩한 풍선 모양의 열기구이다.
열기구는 인류 비행 기술의 첫 번째 적용 성공 사례로, 그와 관련된 연구를 가장 빠르게 진척시킨 나라는 프랑스라고 할 수 있다. 1783년 11월 21일 프랑스의 기술자 장프랑수아 필라트르 드 로지에와 프랑수아 로랑 다를랑드는 파리에서 몽골피에 형제가 설계·제작한 열기구로 세계 최초로 지상에 매인밧줄 없이 유인 열기구 비행을 성공시켰다. 같은 프랑스인 기술자인 장피에르 블랑샤르 역시 1793년 1월 9일 필라델피아의 월넛 스트리트 형무소에서 아메리카 대륙 최초의 열기구를 띄워올렸다.

## 역사

### 전근대 이전 및 무인 비행

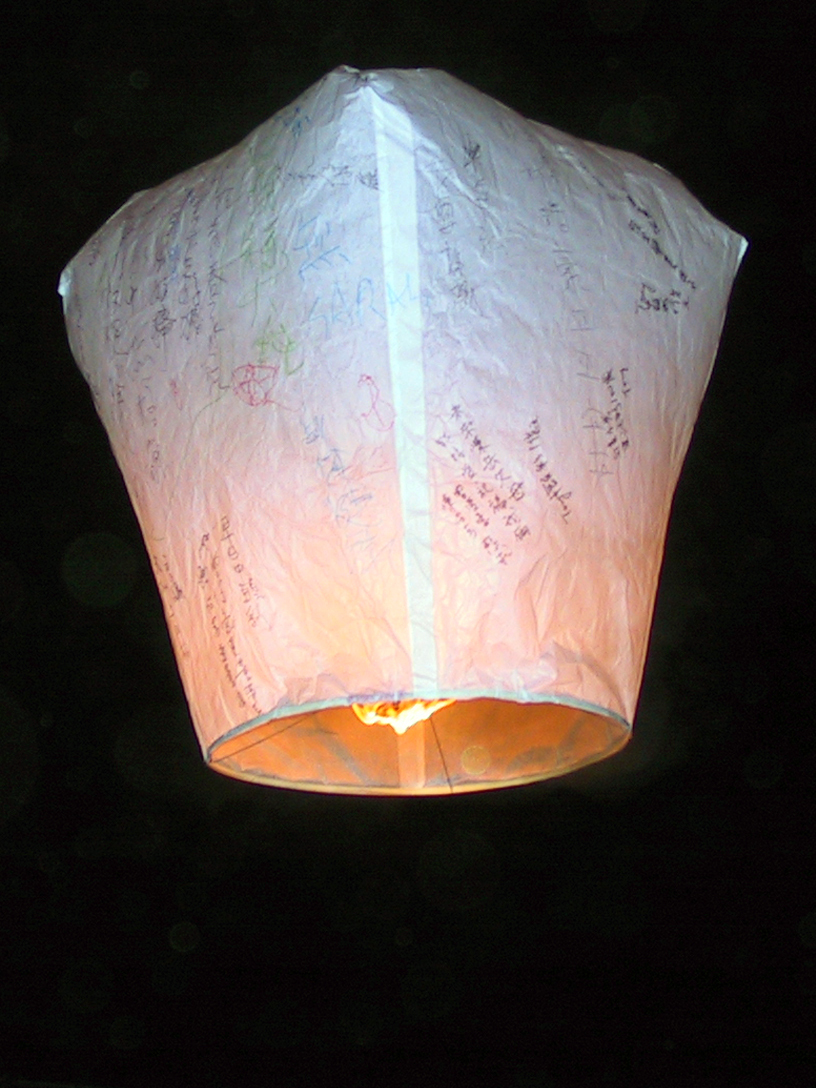
풍등

중국에서는 일찍이 후한 시대부터 물체에 불을 담아 하늘로 띄워올릴 수 있다는 사실을 알고 있었으며, 이를 촉나라의 제갈량이 응용하여 만든 것이 중국에서 제갈등·공명등(중국어: 孔明灯) 등으로 불리는 풍등(風燈)으로, 비록 사람이 타지는 않았지만 열기구의 시초라고 할 수 있다. 삼국 시대에서 풍등은 주로 봉화와 같은 신호 용도로 쓰였으며, 오늘날에는 중화 민속 놀이의 한 갈래로 남아 있다.
영국에서는 1766년 화학자인 헨리 캐번디시와 조지프 프리스틀리가 대기보다 훨씬 가벼운 가연성 기체 수소를 발견하고, 이는 과학계의 큰 반향을 불러일으키면서 공기보다 가벼운 기체를 사용해 뭔가 무거운 것을 띄울 수 있겠다는 발상이 시작되었다. 스코틀랜드의 과학자인 조지프 블랙은 만찬회의 방문객들을 놀래키기 위해 수소 풍선을 여러 대 만들어 지붕 밑까지 띄워올리는 식으로 이를 응용했다. 그러나 당시 수소 기체의 비경제성 및 폭발성 때문에 아이디어는 오랫동안 실현되지 않았다.

### 유인 비행

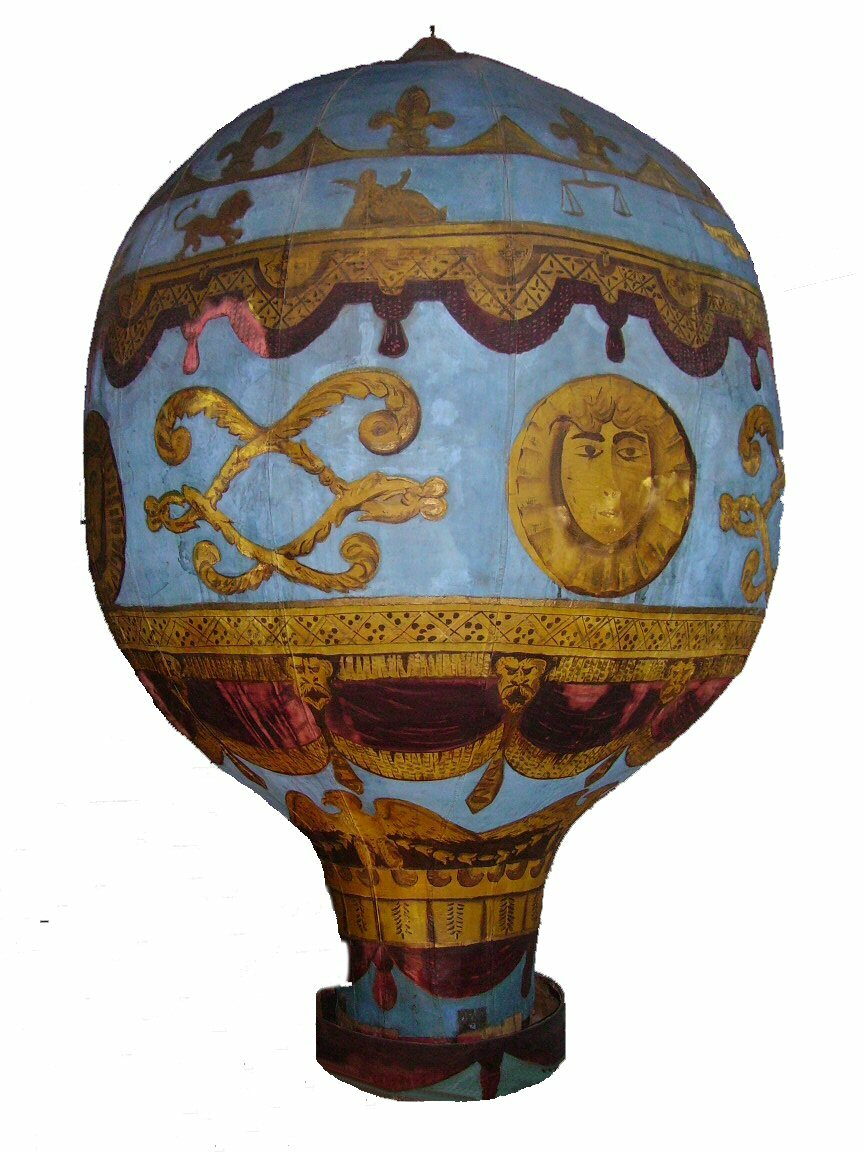
몽골피에 열기구

열기구를 사용한 유인 비행의 역사는 프랑스의 아노네에서 시작되며, 그 근처의 제지 공장을 가업 삼아 일하고 있던 몽골피에 형제가 고안한 열기구가 최초의 유인 열기구로 기록된다. 열기구에 대한 아이디어는 소각장의 연기에 종이 부스러기들을 하늘 위로 날려보내는 어떤 힘이 있다는 것이었다. 다른 얘기로는 빨랫줄에 걸어놓은 속옷의 통 사이로 연기가 들어가서 펄럭이는 광경을 보고 떠올렸다고도 알려져 있다. 1782년 11월부터 시작된 몽골피에 형제의 연구는 이듬해인 1783년 9월 19일 오리와 닭, 양 등의 동물들을 싣고 열기구 비행 실험을 진행한 뒤, 같은 해 10월 15일 장프랑수아 필라트르 드 로지에를 조종수로 하여 포부르 생탕투안 거리에 있는 레베이용 벽지 제조 공장에서 26m짜리 밧줄로 땅에 연결시킨 열기구를 성공리에 띄웠다. 필라트르 드 로지에는 상공으로 날아오른 두 번째 인물이 되었다.
그 후 이루어진 인간이 탑승한 첫 번째 자유 비행은 1783년 11월 21일에 이루어졌다. 당시 프랑스 국왕 루이 16세도 참석했는데, 그는 자유 비행 실험에 참가시킬 지원자를 사형수 중에서 선발하기로 본디 포고하였으나 앞선 비행에 참가했던 필라트르 드 로지에와 후작 프랑수아 로랑 다를랑드가 자발적으로 지원하였고, 열기구는 성공리에 비행을 끝마쳤다. 이 비행은 25분 동안 지속되었으며 열기구 고도 기록을 460m까지 갱신했다.

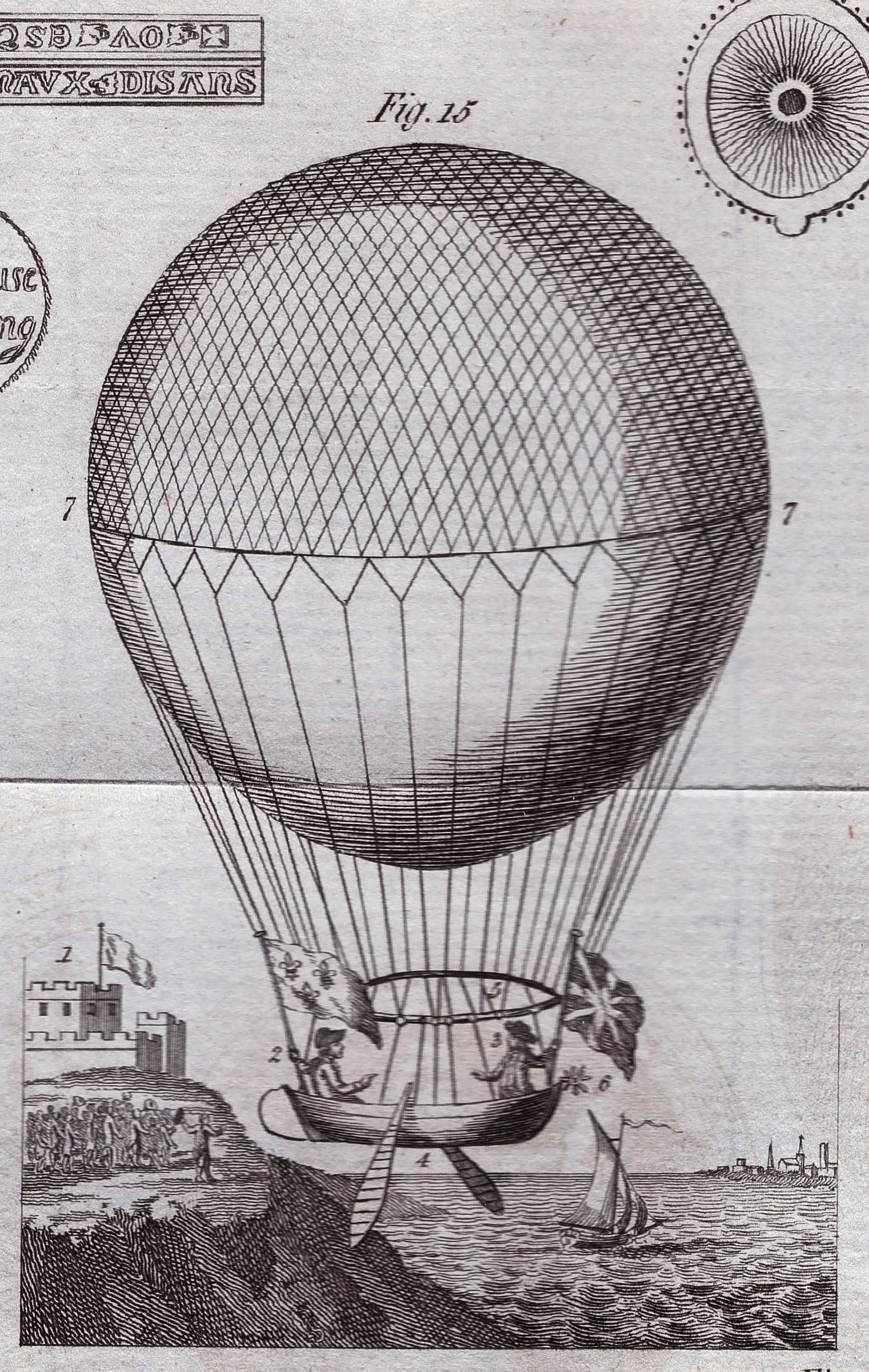
블랑샤르의 열기구

장피에르 블랑샤르가 만든 원구형 열기구의 비행은 미국의 의사이자 과학자인 존 제프리스와 함께 영국 해협을 횡단하는 것이었다. 1785년 1월 7일 시작된 이 비행은 2시간 30분가량 지속됐고, 열기구는 도버에서 칼레까지 약 42km를 비행했다. 한편 필라트르 드 로지에는 같은 해 6월 15일 독자적으로 열기구를 제작해 똑같이 영국 해협을 횡단하려는 실험을 했지만 도중에 기체가 혼합되어 폭발하는 사고가 일어났고, 탑승하고 있던 필라트르 드 로지에는 목숨을 잃었다. 이는 최초의 항공 사고이자, 항공 사고로 인해 생긴 인명 피해로 기록된다.
초기 열기구는 단순히 사람을 태워서 실어나르는 용도에서 나아가 군사적인 목적으로 역할이 확대되었다. 열기구를 염탐 용도로 처음 사용했던 것은 프랑스 대혁명 당시 플뢰뤼스 전투에서였다. 이 전투에서 프랑스군은 밧줄로 지상에 매인 유인 열기구를 사용하여 오스트리아군을 정찰했다. 이는 훗날 나폴레옹 보나파르트에 의해 해산되었다. 열기구가 프랑스 외 국가에서 실용화된 뒤 미국 남북 전쟁에서도 정탐용 열기구가 제조되어, 남부맹방과 북부연방이 모두 사용하였다.

### 현대

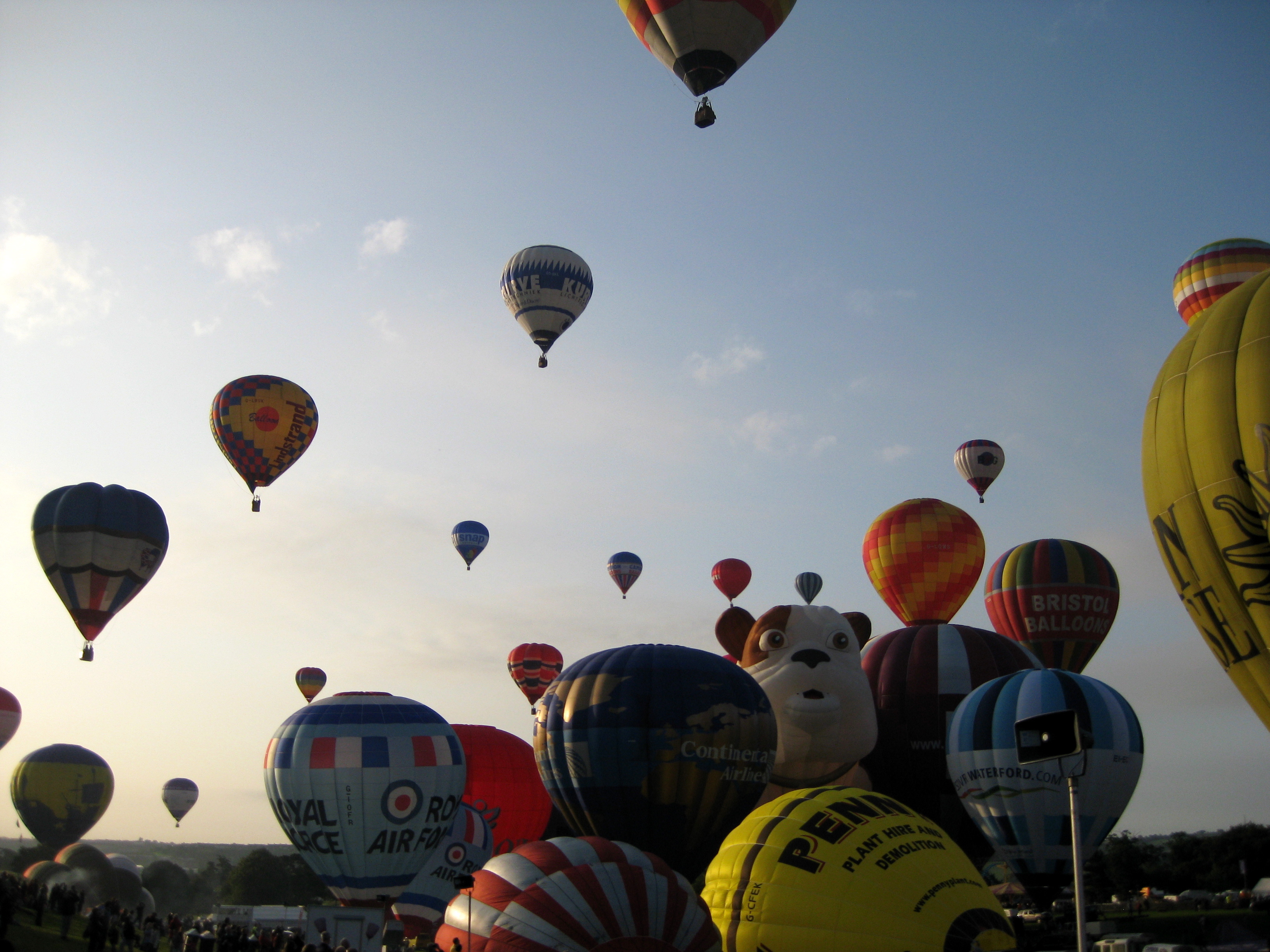
브리스틀 풍선 축제

프로판을 사용한 현대 열기구는 미국의 발명가이자 항공사인 에드 요스트에 의해 1950년대에 처음 제작되었으며, 이를 이용한 비행은 1960년 10월 22일 성공하였다. 그는 1976년 10월 6일 내셔널 지오그래픽의 후원 아래에서 기구 단독 비행 최장거리 기록을 세우기도 했다. 그 후 1967년 영국에서도 브리스틀 벨이라는 이름의 현대식 열기구가 만들어지기도 했다.
현재 열기구는 레저 및 휴양용으로 쓰이며, 과거와 비교하여 훨씬 더 높은 고도까지 상승할 수 있다. 2006년에는 인도 공화국 뭄바이의 섬유회사 기업인인 비제팟 싱가니아는 21,027m의 고도를 기록하면서 열기구의 최고 상승 고도 기록을 갱신했다. 그 이전 기록인 19,811m는 텍사스주 플레이노에서 띄운 스웨덴의 조종사이자 기업인 퍼르 린드스트란드가 가지고 있었다. 최장 비행 기록은 퍼르 린드스트란드와 영국의 사업가 리처드 브랜슨이 기록한 일본에서부터 북부 캐나다까지의 7,671.91km이다. 그 비행에 이용된 기낭 부피 74,000m3의 열기구는 또한 열을 이용한 기구 중에서 가장 큰 것으로 알려져 있다.

## 구성
유인 비행 열기구는 한 장의 커다란 기낭과 그 밑에 매달린 바구니 및 곤돌라로 이루어져 있으며, 기낭의 밑부분에는 열구가 뚫려 있다. 탑승석 위에는 기낭을 가열시키는 버너가 장착되어 있고, 압력 탱크 속에 담긴 프로판 가스로 불이 붙는다.

### 기낭
현대의 열기구에서 기낭의 재질은 보통 립스톱 나일론이거나 폴리에틸렌 테레프탈레이트(폴리에스테르)이다. 공장제 열기구의 경우 보통 기낭은 바구니나 곤돌라와 함께 붙어서 제작되며, 여러 개의 길쭉한 천 조각을 둥글게 합쳐 꿰매고 테이프로 고정시키는 식으로 제작된다. 적을 때는 4장에서 많을 때는 24장 이상까지 붙을 수 있다.
기낭의 꼭대기 부분에는 크라운링이라고 부르는 금속 고리가 달리며, 재질은 대개 알루미늄이고 길이는 30cm 정도이다. 이 부분은 천 조각들을 이어붙인 부분이 찢어지지 않도록 고정시켜 주는 역할을 한다. 기낭의 열구로 통하는 밑부분에는 테이프와 연결되어 있는 케이블이 달리는데, 테이프당 케이블이 하나씩 달리며 카라비너로 바구니에 연결된다.

## 같이 보기
- 조색기구
- 연식비행선
- 가스 풍선